# LC9 (группа)
LC9 (кор.: 엘씨나인) — южнокорейская поп-группа, сформированная под руководством Nega Network. Первоначально группа состояла из шести членов, пока Эден не ушёл, чтобы продолжить учебу. Их название, LC9, олицетворяет Лигу Конкурса № 9. Они дебютировали 9 мая 2013 года с «MaMa Beat» на Mnet M! Countdown. В тот же день было выпущено музыкальное видео.
23 января 2016 года лейбл группы объявил о роспуске LC9. Их контракт не был продлён уже 21 декабря 2015 года, что привело группу к концу.

## История

### 2013-15: Начало карьеры
В апреле Nega Network объявило, что они организовывают дебют мужской группы, первоначальное название, Brown Eyed Boys, было придумано их лейбл-коллегами Brown Eyed Girls. После серии тизеров, представляющих каждого из участников, группа официально дебютировала в качестве LC9, 9 мая 2013 года со своим первым мини-альбомом Skirmish, с заглавной песней «MaMa Beat» под руководством компании Mate Gain. В тот же день, LC9 провели дебютный этап на Mnet M! Countdown.

### 2016: Расформирование
23 января 2016 года Nega Network сообщило, что контракт с группой закончился 21 декабря прошлого года. Ни один из членов не возобновил свои контракты, и в итоге LC9 были распущены.

## Участники
- Раса (Пак Гун У, кор.: 박건우) — лидер, вокалист, рэппер
- Джиху (Ким Джон Ху, кор.: 김종효) — вокалист, рэппе
- Кинг (Дон У Сок, кор.: 동우석) — вокалист
- Джун (Пак Джун Ён, кор.: 박준영) — рэппер
- AO (Кан Хён Су, кор.: 강현수) — вокалист, рэппер
- Эден (Пак Хён Джин, кор.: 박형진) — рэппер

## Факты
Официальное название фан-клуба — Love Beat.
Эден родился в Корее, но когда ему было 5 лет, его семья переехала в Канаду. Он был воспитан там, и его международное имя — Карлос, но позже он сменил его на Джэдун. Раньше был ульцангом.
Эден ушел из группы и вернулся в Канаду учиться.
Раса завершает свою обязательную военную службу. Он исполнил песню Ким Юн А на I Can See Your Voice 3. Кинг и Джиху находятся в новой группе под названием Circus Crazy как Dingo и KI-ZO.
AO в настоящее время находится в скоро дебютирующей группе, Acemax Black.

## Дискография

### Мини-альбомы
| Информация                                                                                            | Трек-лист | Позиции в чартах | Продажи       |
| --- | --- | ---------------- | ------------- |
| Информация                                                                                            | Трек-лист | KOR              | Продажи       |
| Skirmish - Выпущен: 9 мая 2013 - Язык: Корейский - Лейбл: Nega Network - Формат: CD, digital download | 1. «전초전» (Skirmish) 2. «MaMa Beat (feat. Gain)» 3. «Hold On» 4. «Ready Set Go» 5. «전초전» (Instrumental) 6. «MaMa Beat (feat. Gain)» (Instrumental) 7. «Hold On» (Instrumental) 8. «Ready Set Go» (Instrumental) | 12               | - KOR: 1,727+ |

### Синглы
| Название                 | Год  | Позиции в чартах | Продажи          | Альбом   |
| Название                 | Год  | KOR              | Продажи          | Альбом   |
| ------------------------ | ---- | ---------------- | ---------------- | -------- |
| «MaMa Beat (feat. Gain)» | 2013 | 86               | 46,374 (digital) | Skirmish |

## Видеография

### Музыкальные видеоклипы
| Год  | Музыкальные клипы                                   | Продолжительность |
| ---- | --------------------------------------------------- | ----------------- |
| 2013 | «MaMa Beat (feat. Gain)»                            | 4:03              |
| 2013 | «MaMa Beat (feat. Gain) (Dance ver.)»               | 3:23              |
| 2013 | «Just A Dream (Cover of Nelly)»                     | 4:05              |
| 2013 | «What Makes You Beautiful (Cover of One Direction)» | 3:22              |
| 2014 | «East of Eden»                                      | 3:39              |

### Участие в съемках клипов
| Год  | Музыкальное видео  | Артист           | Участник |
| ---- | ------------------ | ---------------- | -------- |
| 2012 | «DIRTY»            | Miryo            | Джэдун   |
| 2012 | «One Summer Night» | Brown Eyed Girls | Эден     |
| 2013 | «Call My Name»     | Lee Yu Rim       | Джиху    |